# 当费尔-罗什罗站 (巴黎地铁)

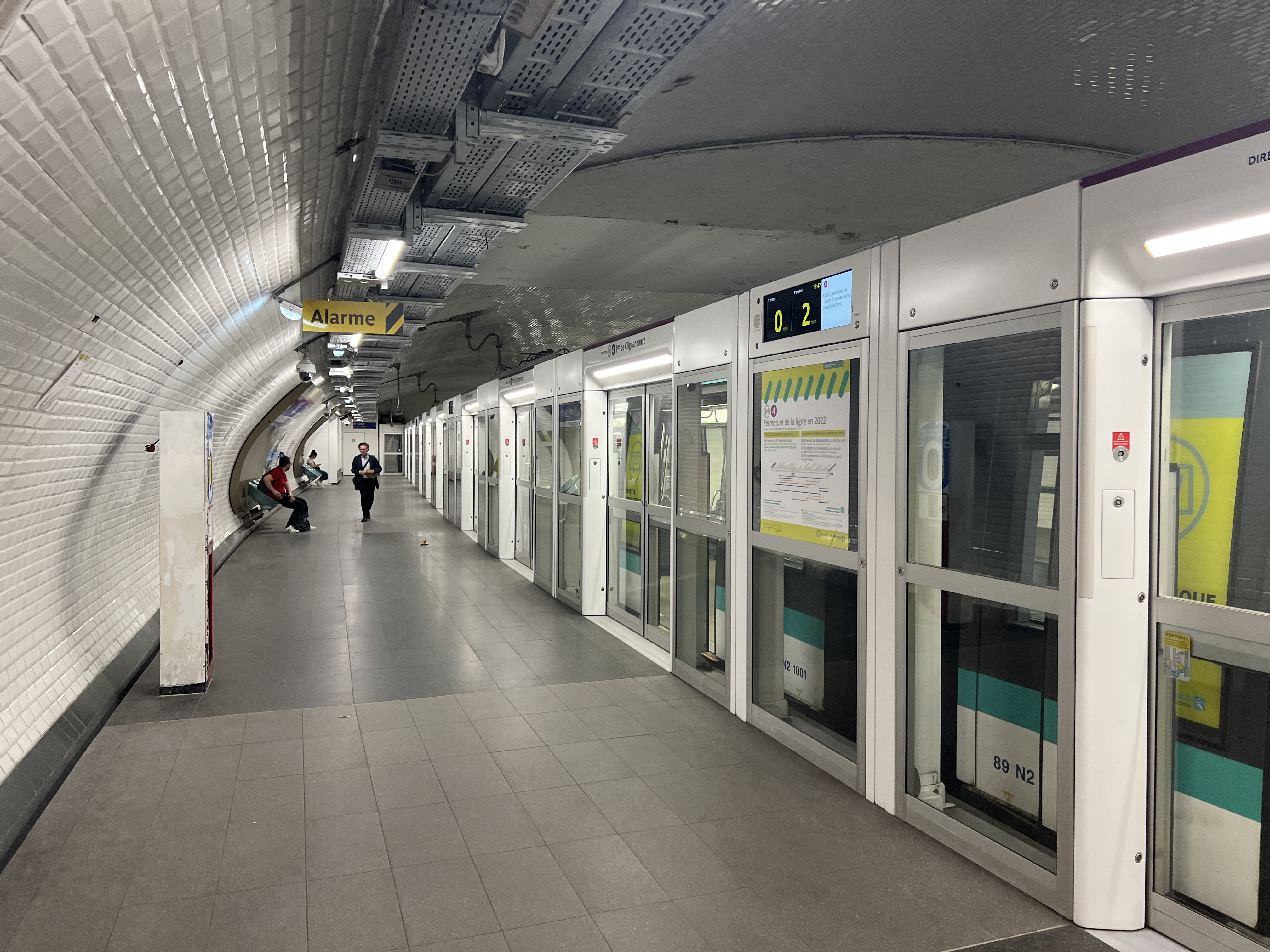
4號線月台 (2022年7月)

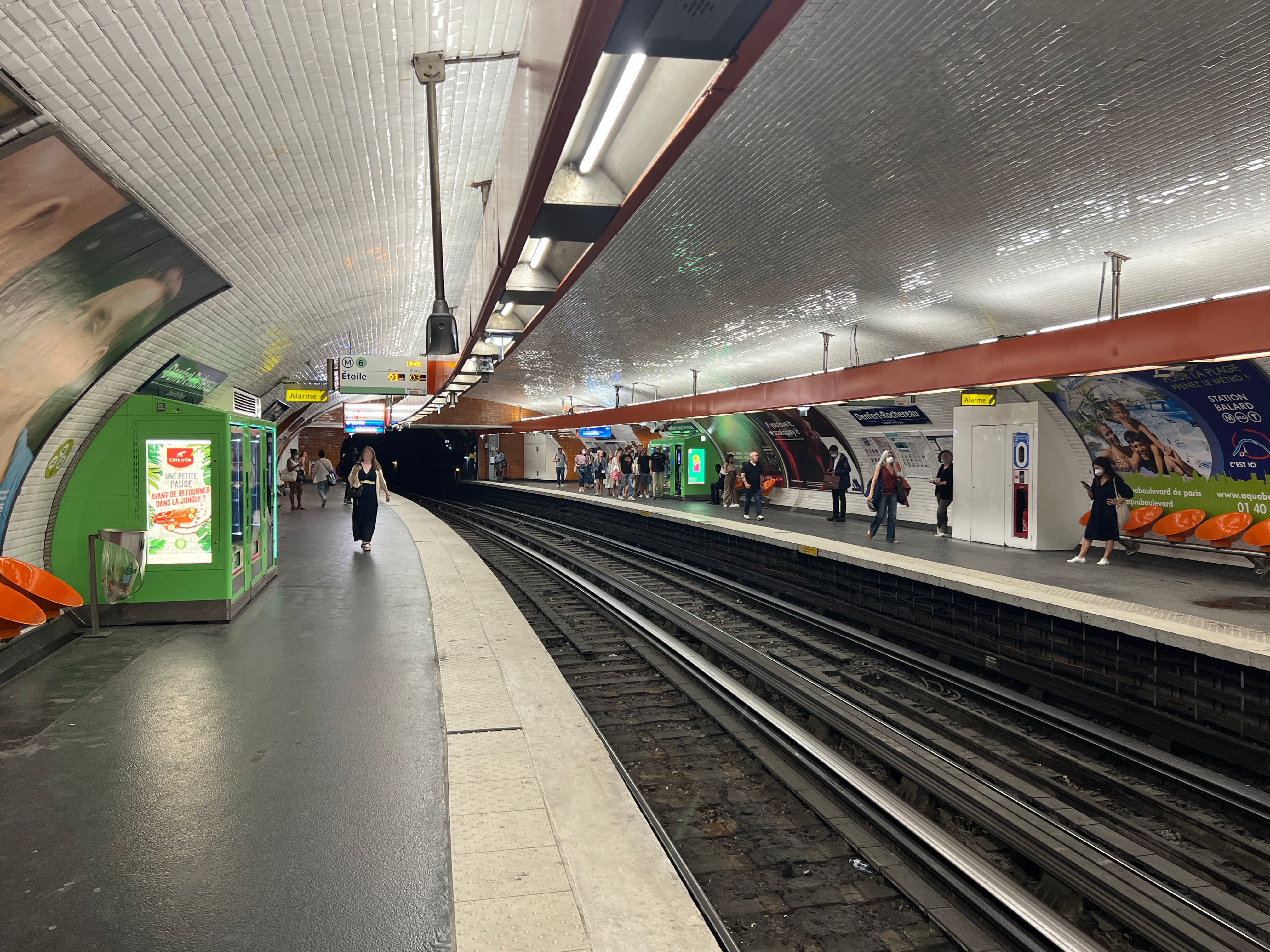
6號線月台 (2022年7月)

当费尔-罗什罗站（法語：Denfert-Rochereau），副站名罗尔-唐吉上校站（法語：Colonel Rol-Tanguy），是巴黎地鐵的一個車站，大區快鐵B線也有一座同名車站。当费尔-罗什罗站開業於1906年4月24日。車站的名稱來自於当费尔-罗什罗广场和以法国共产主义活动家、二战期间抵抗运动的主要成员亨利·罗尔-唐吉命名的亨利·罗尔-唐吉上校大街。

## 車站結構
| 街道        |                    |                                     |
| B1          | 月台連接夾層       |                                     |
| 4號線月台層 | 側式月台，右側開門 | 側式月台，右側開門                  |
| 4號線月台層 | 北行               | 往克里尼昂古門（拉斯帕伊）          |
| 4號線月台層 | 南行               | 往巴涅-露西·奧布拉克（穆顿-迪韦内） |
| 4號線月台層 | 側式月台，右側開門 |                                     |
| 6號線月台層 | 側式月台，右側開門 | 側式月台，右側開門                  |
| 6號線月台層 | 西行               | 往夏爾·戴高樂-星形（拉斯帕伊）      |
| 6號線月台層 | 東行               | 往民族（聖雅克）                    |
| 6號線月台層 | 側式月台，右側開門 |                                     |